# 福田COCO Park

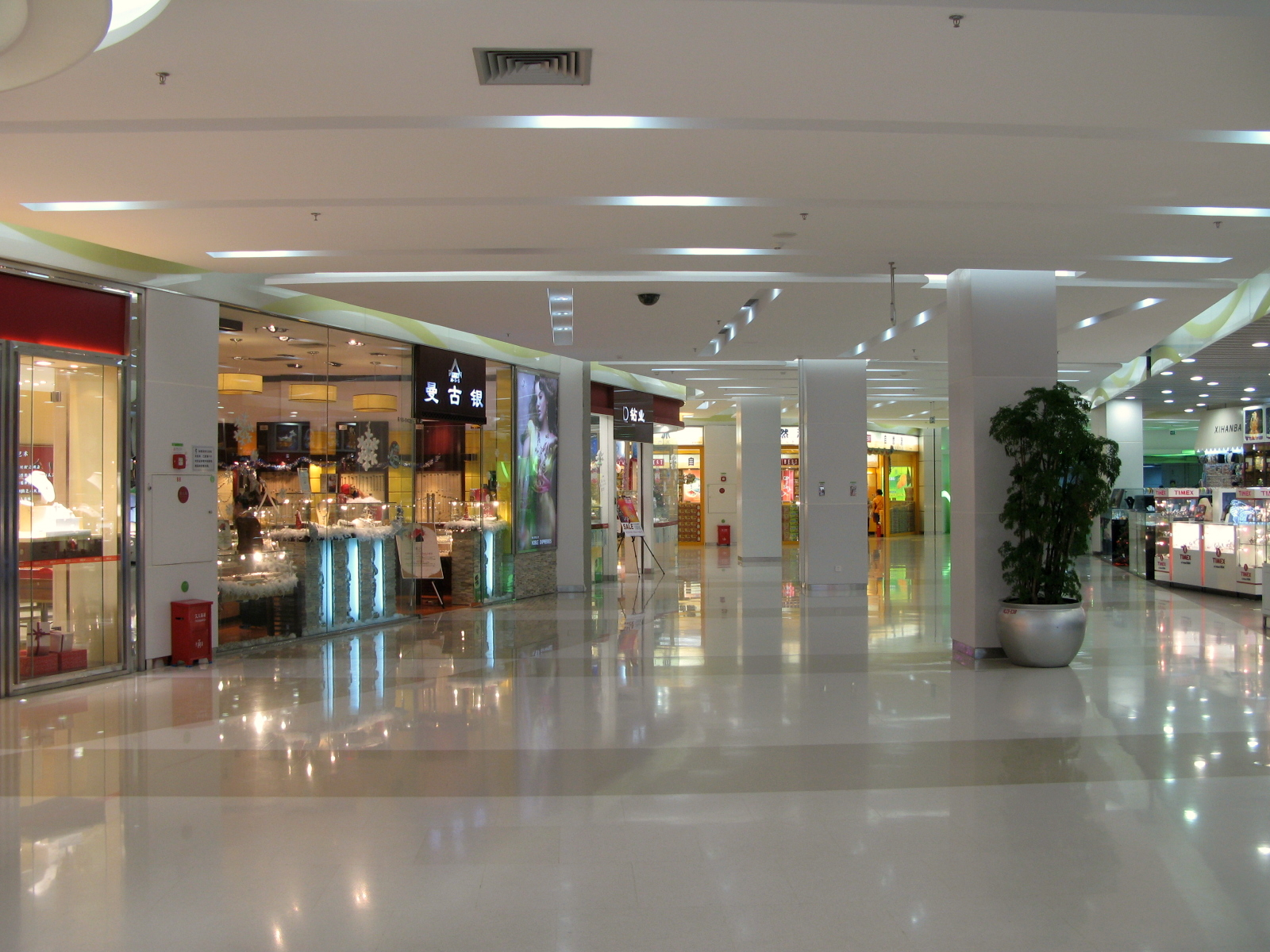
福田星河COCO Park商场內部

福田星河COCO Park，邻近深圳会展中心及深圳地铁购物公园站，於2006年9月30日正式开幕，是星河商置旗下第一個COCO Park品牌商場。
商场楼高5层，面积达85,000平方米。商场设有百老匯院線，提供5个影院，合共774座位的戏院，為百老匯院線在中國內地首家影院。整个项目总投资达6.8亿人民币。

## 商场设计
据资料显示，福田星河COCO Park为中国国内首个以「内街」概念设计的大型购物商场，其中四分之一的面积被设计为休闲空间。商场中央设有6000平方米的下沉式露天广场，可作不同类型推广活动之用。露天广场附近的100米空中天桥，让游人可以从该处欣赏广场的景色。此外，商场四面臨街，合共有9個入口，內部更設有5个大型中庭，每個中庭的布局色调也各有不同。

## 簡介
福田星河COCO Park设有多种类型商店，集餐饮、购物、休闲、娱乐于一身。商场地库为1万多平方米的超级市场（現為永輝Bravo及超級物種）、手機店。商场一楼主要以名牌服装、珠宝、配饰店为主，还设有由中国移动通信所開設之展覽館 - 信息生活館（U-life gallery）。商场二楼主要以运动服饰、时尚服装、特色餐厅为主。商场三楼为高级食肆及酒吧为主。

## 翻新工程
- 2017年5月，永旺百貨租約期滿而結業，業主收回舖位後重新間舖，並引入永輝Bravo及超級物種[1]（於同年9月30日開業）。
- 2018年10月，商場南面的星河國際花園基座商場君尚百貨租約期滿而結業，業主收回舖位後重新間舖，並納入福田星河COCO Park範圍[2]。

## 主要商戶
- B1（地庫，與地鐵購物公園站連接）：永輝Bravo及超級物種、肯德基、華為、特斯拉、華潤堂、Skechers、Uniqlo
- L1：迪奧、施華洛世奇、哈根達斯、中國移動通信信息生活館、Starbucks、面包新語、Uniqlo、西西弗書店、喜茶
- L2：漢堡王、百老匯戲院、Nike、Walker Shop、李寧、蘋果旗艦店
- L3：鑫泰泰國料理、超級牛扒Super Steak

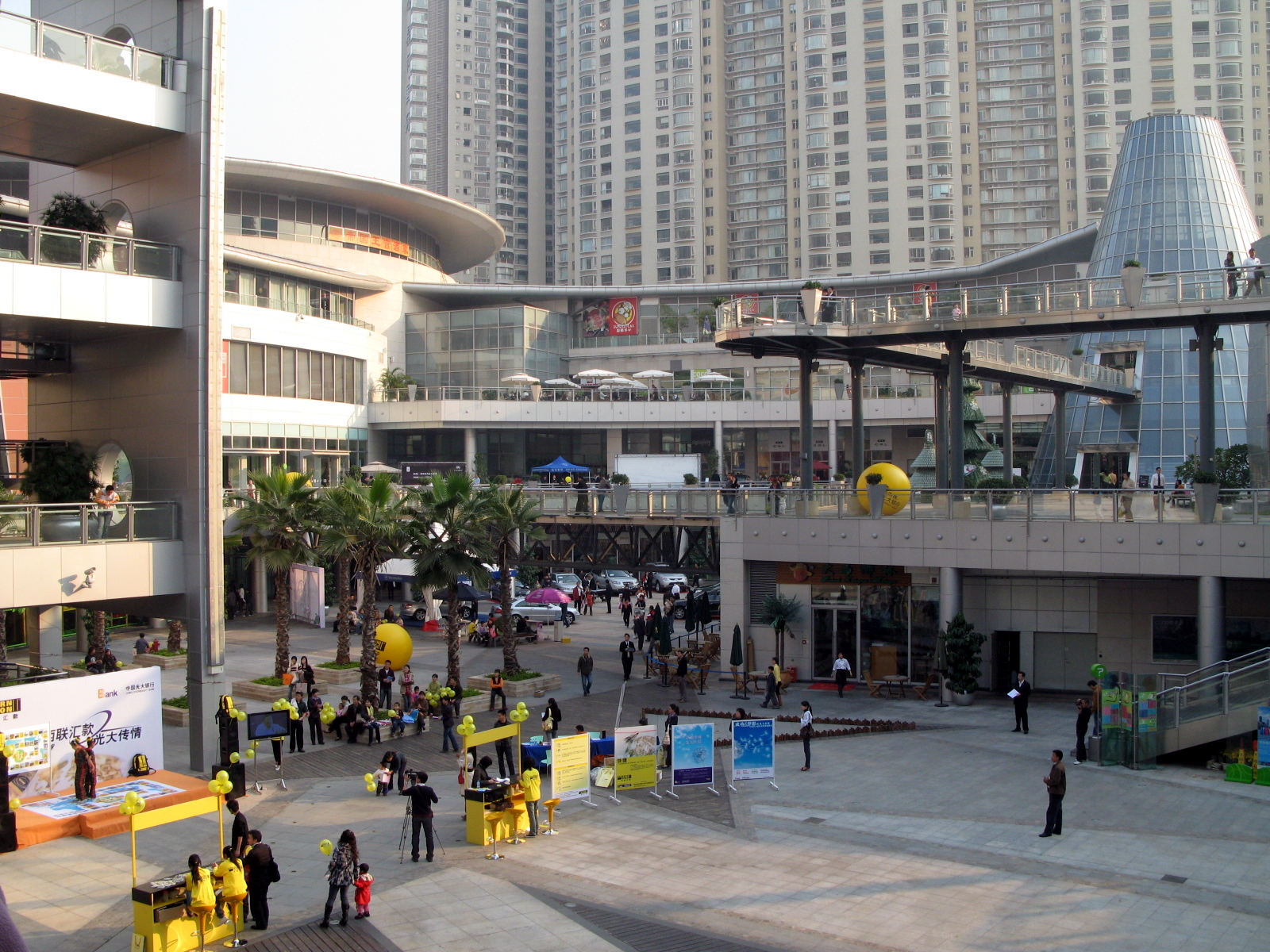
COCO Park 露天廣場
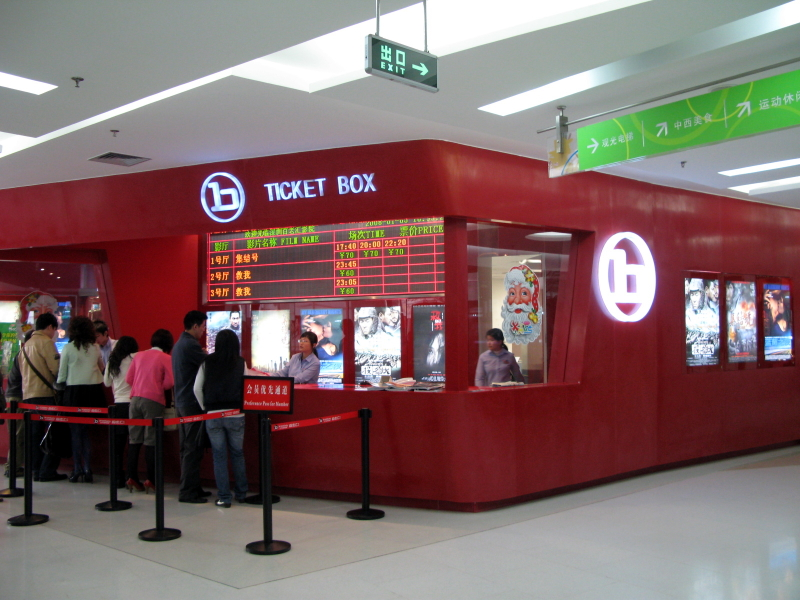
百老匯影城

## 公共交通
福田星河COCO Park商场位於深圳地铁购物公园站上盖，因此商场下方设有地铁前往罗湖区及福田口岸，吸引不少香港人前往该商场购物。附近有多条巴士路线途經COCO Park商场。
深圳地铁
- █1号线、█3号线:购物公园站C、F出口

大巴
- 73、109、121、371、377路中海华庭站
- 64、71、M223、374路益田中路站
- E1、K359路、观光巴士④线购物公园站
- 3、109、K318、373、398、B612、B686、B709路购物公园地铁站站